# Нелла Мартінетті
Нелла Мартінетті (21 січня 1946, Бріссаго — 29 липня 2011, Маннедорф) — швейцарська авторка пісень, актриса і співачка.

## Біографія
Нелла співала з братом у дуеті. Також грала на гітарі та акордеоні. Після школи вступила в педагогічний коледж і стала вихователем у дитячому садку. Продюсувала дитячі програми для телебачення Тічіно.
У 1986 році вона виграла Гран-прі de Musique Folklorique з піснею «Bella Musica», яку вона написала.
Вона також писала для інших артистів. У 1986 році вона написала текст пісні, яка представляла Швейцарію на Євробаченні 1986 року. «Не для мене» (музика Аттіли Серефтуга) у виконанні Даніели Сімонс, яка посіла 2-е місце в конкурсі. Спираючись на цей успіх, дует зробив це знову через два роки із Селін Діон, яка цього разу виграла пісенний конкурс Євробачення 1988 року в Дубліні для Швейцарії з піснею Ne partez pas sans moi.
Останні роки життя Нелла Мартінетті провела на березі Цюрихського озера .
Вона також двічі знялася у швейцарсько-німецькому серіалі Lüthi et Blanc, а також у фільмі Mon nom est Eugène.
16 вересня 2009 року в різних ЗМІ повідомлялося, що вона хвора на рак підшлункової залози (пухлина підшлункової залози). Лікар сказав їй, що цей рак у її випадку, на жаль, невиліковний.

## Дискографія
- 1983 рік : Найкрасивіші пісні Тічіно
- 1986 рік : Musica Bella (MC)
- 1990 рік : Нелла
- 1994 рік : Найкрасивіші пісні Тічіно (Епізод 2)
- 1997 рік : Нелла Белла — він весело мав Chrüsimüsi
- 2004 рік : Найкраще за 30 років
- 2006 рік : У ведмедя він смішний — на березі озера Маджоре в Італії

## Фільмографія
- 1975 рік : Ticino, mi piace
- 1977 рік : Te vorrei, Don Lorenzo
- 1980 рік : Віко та мандрівник співають Неллу біля Маггії
- дев'ятнадцять вісімдесят один : Locarno, mi Amor — спекотні ночі на озері Маджоре
- 1988 рік : Кіт Сан-Готтардо
- 2005 рік : Мене звати Євгенія — як італійська домогосподарка